# Рівняння рендерингу

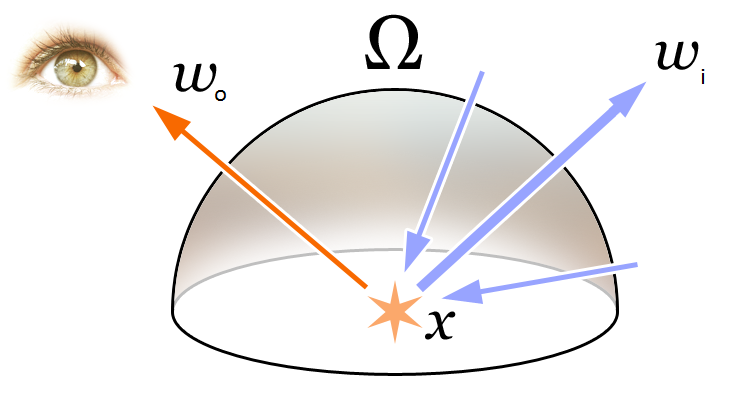
Рівняння рендерингу визначає загальну кількість світла, випущеного з заданої точки x в заданому напрямку, яка враховує функцію вхідного випромінювання і двопроменеву функцію відбивної здатності.

У комп'ютерній графіці рівняння рендерингу — інтегральне рівняння, яке визначає кількість світлового випромінювання у певному напрямку як суму власного та відбитого випромінювань. Рівняння вперше було опубліковано в роботах David Immel і James Kajiya в 1986 р.
Різні алгоритми комп'ютерної графіки розв'язують це основне рівняння.
Фізичною основою рівняння є закон збереження енергії. Нехай L — це кількість випромінювання в заданому напрямку у заданій точці простору. Тоді кількість вихідного випромінювання (Lo) — це сума випроміненого (Le) і відбитого світла. Відбите світло може бути поданим у вигляді суми випромінювання (Li), що приходить по всім напрямкам, помноженого на коефіцієнт відбиття з даного кута.
Рівняння рендерингу має наступний вигляд:
{\displaystyle L_{o}(\mathbf {x} ,\omega ,\lambda ,t)=L_{e}(\mathbf {x} ,\omega ,\lambda ,t)+\int _{\Omega }f_{r}(\mathbf {x} ,\omega ',\omega ,\lambda ,t)L_{i}(\mathbf {x} ,\omega ',\lambda ,t)(-\omega '\cdot \mathbf {n} )d\omega '}
де:
- {\displaystyle \lambda \,\!} — довжина хвилі світла;
- {\displaystyle t\,\!} — час;
- {\displaystyle L_{o}(\mathbf {x} ,\omega ,\lambda ,t)} — кількість випромінювання заданої довжини хвилі {\displaystyle \lambda \,\!}, яке приходить вздовж напрямку {\displaystyle \omega } в час {\displaystyle t\,\!}, з заданої точки {\displaystyle \mathbf {x} \,\!};
- {\displaystyle L_{e}(\mathbf {x} ,\omega ,\lambda ,t)} — випромінюване світло;
- {\displaystyle \int _{\Omega }\cdots d\omega '} — інтеграл по напівсфері вхідних напрямків;
- {\displaystyle f_{r}(\mathbf {x} ,\omega ',\omega ,\lambda ,t)} — двонаправлена функція розподілу відбиття, кількість випромінювання, відбитого від {\displaystyle \omega '} до {\displaystyle \omega } в точці {\displaystyle \mathbf {x} \,\!}, в час {\displaystyle t\,\!}, на довжині хвилі {\displaystyle \lambda \,\!};
- {\displaystyle L_{i}(\mathbf {x} ,\omega ',\lambda ,t)} — довжина хвилі {\displaystyle \lambda \,\!} по вхідному напрямку до точки {\displaystyle \mathbf {x} \,\!} з напрямку {\displaystyle \omega '} в час {\displaystyle t\,\!};
- {\displaystyle -\omega '\cdot \mathbf {n} } — поглинання вхідного випромінювання по заданому куту.

Рівняння має три особливості: воно лінійне, ізотропне і однорідне — тобто однакове для всіх напрямків і точок простору.